# Saint-Paul-les-Fonts
Saint-Paul-les-Fonts település Franciaországban, Gard megyében. Lakosainak száma 1047 fő (2022. január 1.). Saint-Paul-les-Fonts Connaux, Laudun-l’Ardoise, Pouzilhac és Saint-Victor-la-Coste községekkel határos.

## Népesség
A település népessége az elmúlt években az alábbi módon változott:
| Lakosok száma | 324  | 403  | 534  | 695  | 1012 | 1035 | 1031 | 1029 | 1029 | 1047 |
|               | 1968 | 1982 | 1990 | 2006 | 2013 | 2015 | 2017 | 2019 | 2020 | 2022 |